# Trump Palace Condominiums
Trump Palace Condominiums è un grattacielo a uso residenziale di New York.

## Storia
La proprietà era stata precedentemente occupata dal New York Foundling Hospital, che l'uomo d'affari Donald Trump acquistò nel 1985. Prima della vendita, i gruppi della comunità avevano fatto fallire le agenzie cittadine per impedire la costruzione di un grattacielo sul sito. La costruzione del Trump Palace di 54 piani è iniziata nell'aprile 1989, con una data di completamento pianificata del 1991, al costo di $ 185 milioni. I gruppi comunitari hanno anche fatto un tentativo infruttuoso di diminuire l'altezza dell'edificio, sebbene Trump avesse inizialmente pianificato un edificio più grande di quello che poi venne effettivamente costruito.
La torre, in granito, è stata progettata dall'architetto Frank Williams per somigliare agli edifici Art Deco degli anni '20 e '30. Il New York Times diede all'edificio una recensione contrastata: "Come lato positivo, la torre centrale del Trump Palace, che si eleva per 54 piani da una base di negozi bassi e piccole case, è un'abile composizione di mattoni e vetro. Gli arretramenti superficiali e l'organizzazione di finestre e balconi in ordinate bande orizzontali e verticali comprimono la massa della torre in contorni cristallini. Le finestre angolari adornano i bordi della torre come gemme sfaccettate [...]. Il Palazzo del Trump fa pochi sforzi per adattarsi ai suoi dintorni poiché vuole sporgere sullo skyline come una primadonna."

## Caratteristiche
L'edificio, alto 190 metri e con 54 piani venne completato nel 1991 e rimase fino al 2016 l'edificio residenziale più alto della zona di Park Avenue fino alla costruzione di 432 Park Avenue e 520 Park Avenue.